# Prince Bonkat
Prince Masino Bonkat (sinh ngày 22 tháng 5 năm 1996) là một cầu thủ bóng đá người Nigeria thi đấu cho CDC Montalegre.

## Sự nghiệp câu lạc bộ
Anh ra mắt chuyên nghiệp tại Giải bóng đá hạng nhất quốc gia Bồ Đào Nha cho Vizela vào ngày 14 tháng 1 năm 2017 trong trận đấu trước Académico de Viseu.